# Adelognathinae
Adelognathinae — подсемейство наездников семейства Ichneumonidae. Включает около 50 видов.

## Описание
Мелкие наездники, длина передних крыльев 2-4 мм. Тело короткое, плотное. Наличник отделён от лица слабой канавкой. Паразитируют на пилильщиках (Symphyta). Встречаются в Голарктике.

## Классификация
Мировая фауна включает 1 голарктический род и около 50 видов, в Палеарктике — 1 род и 44 вида. Фауна России включает 1 род и 35 видов.
- Род Adelognathus Holmgren, 1855 typus[4]